# Alí Rich
Alí Rich (1961-2010) va ser un escriptor, activista cultural i marxant d'art marroquí establert a Castellar del Vallès.
Va néixer el 7 de maig del 1961 a Tànger (Marroc). Va estudiar primària i secundària a la seva ciutat natal i després es traslladà a Tetuan, on va cursar estudis superiors a la Facultat de Lletres i Ciències Humanes i va participar en nombroses activitats teatrals i de crítica pictòrica. El 1982 va escriure la seva primera novel·la Memorias del té i del kif. També ha escrit i produït el guió de diversos curtmetratges i ha participat en diverses exposicions de fotografia (Tànger, Rabat, Casablanca, Mònaco…). El 1986, a l'edat de 24 anys, se'n va anar a viure a Barcelona, on va acabar els seus estudis d'història de l'art a la Universitat Autònoma de Barcelona i va continuar dedicant-se a la literatura. Després se'n va anar a viure Castellar del Vallès on va treballar a la indústria tèxtil per necessitat econòmica, tot i que l'art era el seu primer interès. Hi va crear l'Associació de Desenvolupament dels Immigrants (Adisi), una de les primeres iniciatives per fomentar la integració. Més tard es va instal·lar com a marxant d'art.
Va morir a Sabadell el 21 de desembre del 2010.
Obres
- Espejismo del pasado, (1997) traducció al castellà per Dris Buisef, pròleg de Víctor Colomer[4]